# Janvier 1966
Cette page présente les faits marquants du mois de janvier 1966.

## Évènements
- Création au Royaume-uni d’un Conseil des restructurations industrielles pour faciliter la concentration industrielle (naissance de British Leyland et de International Computers Limited en 1968). Création d’un Conseil national de la recherche et du développement.

- 1er janvier : 
  - Coup d’État du général Jean-Bedel Bokassa en Centrafrique qui remplace le président David Dacko. Bokassa dissout le Parlement et suspend la Constitution.
  - Apparition des premières communautés hippies en Californie.

- 3 janvier : en Haute-Volta, un soulèvement populaire conduit le premier président Maurice Yaméogo à démissionner. Le colonel Aboubacar Sangoulé Lamizana devient président de la république au nom de l’armée.

- 3 - 15 janvier : conférence tricontinentale à La Havane (plus de 500 délégués) convoquée par Fidel Castro afin de créer un réseau de solidarité révolutionnaire entre les peuples du tiers monde.

- 4 janvier, France : explosion à la raffinerie de Feyzin. À 6h40, une mauvaise manipulation sur une sphère de propane a permis à une importante nappe de gaz de se répandre. L'incendie a été provoqué par un véhicule circulant près du site et a entraîné les explosions successives des sphères de stockage de propane. Cette catastrophe a fait 18 morts, dont 11 pompiers, une centaine de blessés, ainsi que l'évacuation du quartier avoisinant qui a été très endommagé. Cette catastrophe est considérée comme la première catastrophe industrielle en France et a permis de mettre au jour le phénomène Bleve.

- 4 - 10 janvier : conférence de Tachkent : Rétablissement des relations diplomatiques entre Inde et Pakistan. Les deux pays acceptent de revenir à leurs positions antérieures. Il n’est pas question du Cachemire.

- 5 janvier, France : remaniement du gouvernement Pompidou, éviction de Valéry Giscard d'Estaing.

- 7 janvier, France : création des Instituts Universitaires de Technologie (IUT).

- 8 janvier, France : nouveau gouvernement Pompidou : Michel Debré remplace Giscard d’Estaing aux affaires économiques et aux Finances. Pompidou s’abstient pour la première fois de solliciter un vote des députés en application de l’article 49.1 de la Constitution.

- 10 janvier : déclaration de Tachkent [1](conflit entre l'Inde et le Pakistan).

- 11 janvier : Indira Gandhi, fille de Jawaharlal Nehru, est désignée par Parti du Congrès à une forte majorité pour succéder à Lâl Bahâdur Shâstrî, mort à Tachkent, comme Premier ministre de l'Inde (1965-1977 et 1980-1984).

- 14 janvier, France : début de l'affaire Ben Barka.

- 15 janvier : 
  - Le président du Nigeria Nnamdi Azikiwe est renversé. Début d'une série de Coups d’États successifs au Nigeria. Johnson Aguiyi-Ironsi prend le pouvoir (fin le 29 juillet).
  - Traités d’amitié et d’assistance entre la Mongolie et l’Union soviétique[2], renouvelés en 1986.

- 17 janvier : Espagne, collision entre un Boeing B-52 américain et son avion de ravitaillement (huit morts) ; l'avion perd quatre bombes à hydrogène dans les eaux de la Méditerranée.

- 22 janvier : inauguration du barrage de la Haute-Volta[3].

- 29 janvier : le « Compromis de Luxembourg[4] », réintroduit le vote à l'unanimité dans les instances européennes, la France achève sa politique de la chaise vide.

## Naissances
- 5 janvier : Yi In-hwa, auteur, critique et professeur sud-coréen.
- 7 janvier: 
  - Carolyn Bessette, mannequin américain, épouse de John Fitzgerald Kennedy, Jr. († 16 juillet 1999).
  - Corrie Sanders, boxeur sud-africain († 23 septembre 2012).
  - Ehab Tawfik, chanteur égyptien.
  - Lise Thériault, femme politique québécoise.
- 10 janvier : Aminu Waziri Tambuwal, homme politique nigérian.
- 12 janvier : Sergueï Revine, spationaute russe.
- 13 janvier
  - Patrick Dempsey, acteur et réalisateur américain.
  - Matu claviériste du groupe Indochine depuis 2005
  - Emma Pidding, femme politique britannique.
- 14 janvier : Marco Hietala, chanteur, bassiste, auteur-compositeur-interprète finlandais, membre des groupes Nightwish et Tarot.
- 18 janvier : 
  - Aleksandr Khalifman, joueur d'échecs russe.
  - Philippe Martin, économiste français († 17 décembre 2023).
- 19 janvier : 
  - Richard Orlinski, sculpteur et musicien français.
  - Laurent Kupferman, écrivain essayiste français ( † 2 juillet 2025).
- 24 janvier : Karin Viard, actrice française.
- 27 janvier : Michel Guidoni, humoriste, imitateur et chansonnier français.
- 29 janvier : Wil van der Aalst, informaticien néerlandais.
- 31 janvier : JJ Lehto, pilote finlandais de F1 de 1989 à 1994.

## Décès
- 1er janvier : Vincent Auriol, premier président de la IVe République française.
- 4 janvier ; Georges Theunis, homme politique belge (° 28 février 1873).
- 6 janvier : Jean Lurçat, peintre et décorateur français.
- 11 janvier :
  - Lâl Bahâdur Shâstrî, premier ministre de l'Inde.
  - Alberto Giacometti, peintre et sculpteur suisse.
- 14 janvier : Sergueï Korolev, ingénieur russe, père de l'astronautique soviétique.
- 21 janvier : Jean Galtier-Boissière, écrivain et journaliste français.
- 29 janvier : Pierre Mercure, compositeur canadien.